# Ernst-Paulus-Verlag
Der Ernst-Paulus-Verlag ist ein deutscher christlicher Verlag mit Sitz in Neustadt an der Weinstraße. Gründer war der namensgebende Ernst Paulus (1900–1986). 

## Verlagsprogramm
Der Verlag und die angeschlossene Versandbuchhandlung widmen sich nach eigenen Angaben der „Verbreitung bibelorientierter Schriften“. Die Publikationen sind durchweg im Bereich der („geschlossenen“) Brüderbewegung angesiedelt. Zu den veröffentlichten Autoren und Werken gehören unter anderen:
- John Gifford Bellett: Der Sohn Gottes. „Die Erkenntnis des Sohnes Gottes“ (Eph. 4, 12; 1. Joh. 2, 14). 1953.
- ders.: „Die geöffneten Himmel.“ Kurze Gedanken über den Brief an die Hebräer. 1954.
- John Nelson Darby: Betrachtungen über das Wort Gottes. 7 Bände. 1981. (Deutsche Übersetzung der Synopsis of the Books of the Bible)
- William Kelly: Die Offenbarung. 1987.
- Hartmut Kretzer: Quellen zum Versammlungsverbot des Jahres 1937 und zur Gründung des BfC. 1987.
- Willem J. Ouweneel: Jerusalem. Die Zukunft der Stadt des großen Königs. 1989.
- ders.: Schöpfung oder Evolution? 10., überarb. Auflage, 1987.
- Henri Rossier: Die Klagelieder des Jeremia. 2., überarb. Auflage, 1996.
- ders.: Der Prophet Haggai. 1997.

## Periodika
Von 1962 bis 2004 gab der Verlag die Zeitschrift Hilfe und Nahrung. Monatsschrift für die Familie des Glaubens heraus. Seit 2016 erscheint vierteljährlich die Zeitschrift Bleibt in mir … denn außer mir könnt ihr nichts tun. Für die christliche Familie.